# پابان داس باول
پابان داس باول (متولد ۱۹۶۱) خواننده و نوازنده باول مشهور هندی است که همچنین یک دابکی، یک تنبور کوچک و گاهی اوقات به عنوان نوازندهٔ همراه با اکتارا یا تنبورک نیز می‌نوازد. او به دلیل پیشگامی در موسیقی سنتی باول در عرصهٔ موسیقی ملل و برای ایجاد یک ژانر از موسیقی فولک - تلفیقی شناخته شده‌است.